# Кернозя
Кернозя (пол. Kiernozia) — місто в Польщі, у гміні Кернозя Ловицького повіту Лодзинського воєводства.
Населення — 947 осіб (2011).

## Демографія
Демографічна структура станом на 31 березня 2011 року:
|          | Загалом | Допрацездатний вік | Працездатний вік | Постпрацездатний вік |
| -------- | ------- | ------------------ | ---------------- | -------------------- |
| Чоловіки | 457     | 117                | 292              | 48                   |
| Жінки    | 490     | 90                 | 274              | 126                  |
| Разом    | 947     | 207                | 566              | 174                  |